# اندريا هوارد
اندريا هوارد (بالإنجليزية: Andrea Howard)‏ هي ممثلة أمريكية، ولدت في 10 فبراير 1947 في الولايات المتحدة.

## وصلات خارجية
- اندريا هوارد على موقع IMDb (الإنجليزية)
- اندريا هوارد على موقع قاعدة بيانات الفيلم (الإنجليزية)